# Risifrutti
Risifrutti er et svensk varemærke skabt i 1992, der anvendes til salg af en risdessert med vaniljesmag, lidt tilsvarende risalamande, og syltetøj. Syltetøjet er for det meste med kirsebærsmag, men findes i flere varianter, bl.a. jordbær, hindbær og æble. 
Risifrutti blev oprindeligt fremstillet af den svenske virksomhed BOB, men er nu et varemærke under Orkla Foods Sverige. I 1995 blev introduceret nye varianter af Risifrutti, ligesom mærket blev introduceret i Norge, Danmark og Finland.I september 2021 blev introduceret en vegansk version af risifrutti.
Risifrutti produceres på Orkla Foods Sveriges fabrik i Örebro. Frugt-/bærsovsen produceret på Orklas fabrik i Kumla.